# オスカー・ホフマン
オスカー・ホフマン（Oskar Georg Adolf Hoffmann、ロシア語名: Oscar Georg Adolfowitsch Hoffmann、1851年2月5日 - 1912年3月3日）は現在のエストニアのタルトゥ（当時はロシア帝国）生まれのバルト・ドイツ人の画家である。「デュッセルドルフ派」の画家で、風景やエストニアの村人を描いた。

## 生涯
タルトゥのパン屋の息子に生まれた。母方の祖父とその兄弟は美術家であったとされる。タルトゥの写真家で版画家のシュルツ(Karl Schulz)のスタジオで写真の技術を学び、ホフマンは画家になった後も、熱心に写真の撮影もした。
画家としてタルトゥの展覧会に出展するようになり、1872年の2月、デュッセルドルフ美術アカデミーに入学した。エストニア出身の教授、エドゥアルト・フォン・ゲープハルトの学生になったが、3か月後にやはりエストニア出身の教授、オイゲン・デュッカーの教室に移った。もう一人のエストニア出身の画家で、1歳年上ですでに知られるようになっていたグレゴール・ボフマン(Gregor von Bochmann)からも影響を受けた。ホフマンの作品の色調や人物画の表現にボフマンの影響が現れている。
1877年に美術アカデミーを卒業した後、パリのフェルナン・コルモンの画塾でしばらく修行した後、1878年にデュッセルドルフにスタジオを開き、版画も研究した。18880年代初めにタルトゥに戻り、1883年にサンクトペテルブルクに移った。翌年、サンクトペテルブルク美術アカデミーの会員になり、サンクトペテルブルクに住みながら、ウィーンやベルリンなどの国際展覧会に出展した。

## 作品

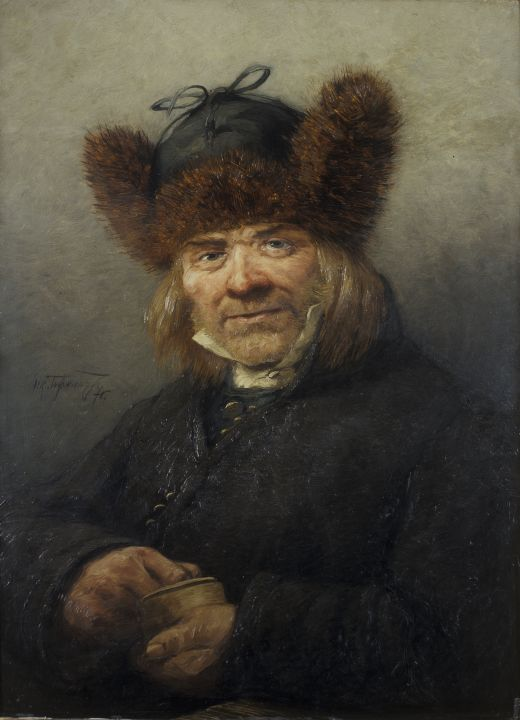
タバコを持つ農民 (1890s)
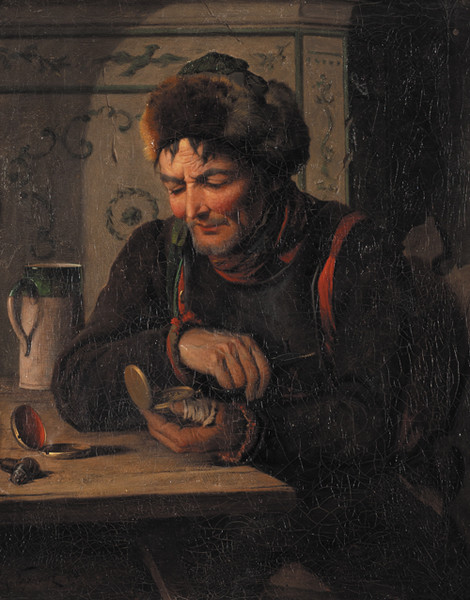
時計職人 (1899)
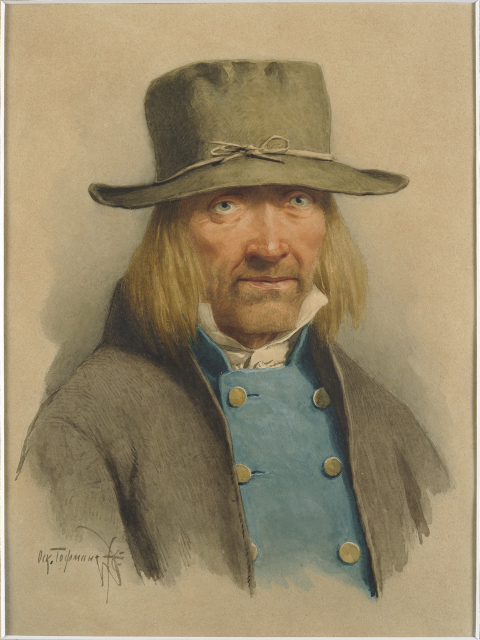
帽子をかぶった農民
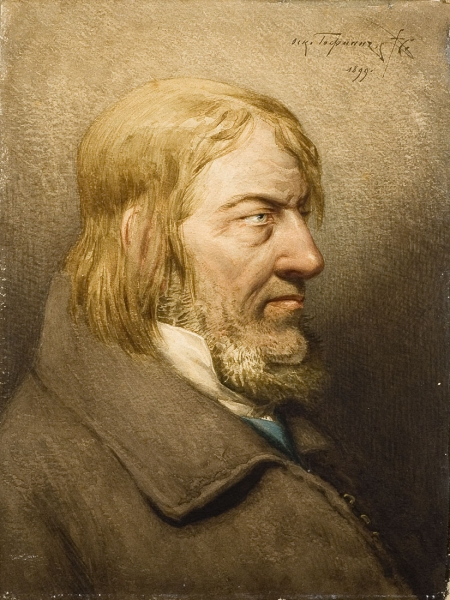
農民の肖像 (1899)

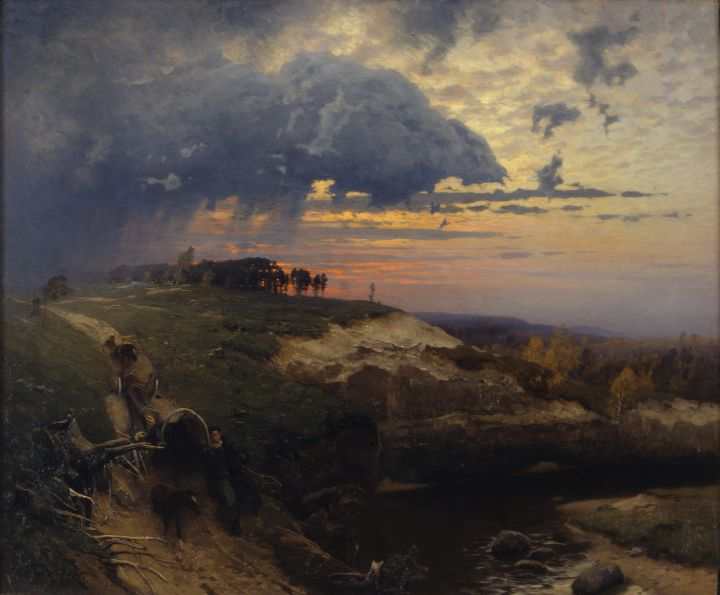
Palgivedu. Maastik äikesega (1894)
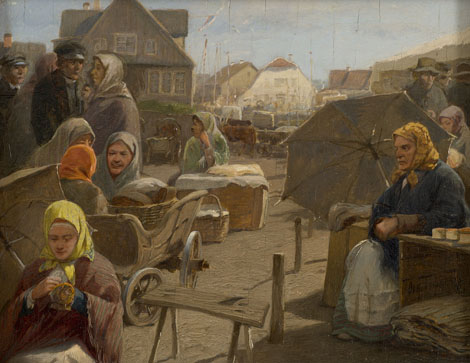
タルトゥの市場(1880s)
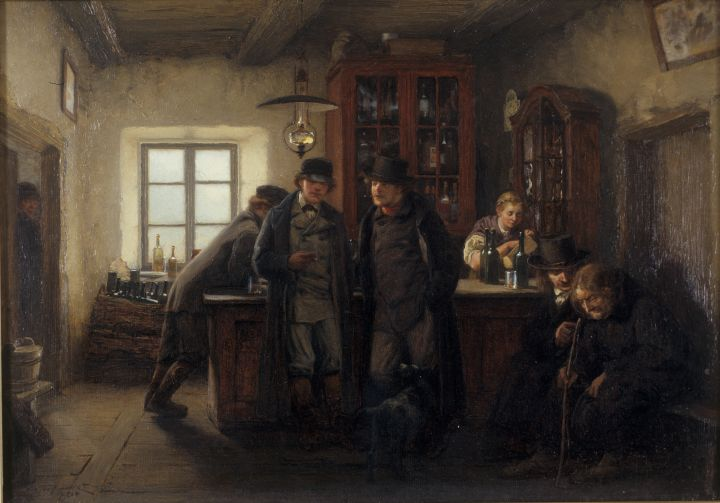
酒場の農民